# Dante XXI
Dante XXI – dziesiąty studyjny album długogrający brazylijskiego zespołu metalowego Sepultura. Inspiracją do nagrania tego koncepcyjnego albumu była Boska komedia Dantego. Utwory na nim zawarte nawiązują kolejno do Nieba, Piekła i Czyśćca. Podczas sesji zespół nagrał 11 premierowych utworów, 4 intra i 2 covery („Screaming for Vengeance” Judas Priest oraz „Scratching The Surface” Sick of It All). Na pierwszy singel wybrano „Convicted in Life”.
Materiał na płytę został nagrany w Trama Studios w São Paulo, mastering odbył się w Sterling Sound Studios w Nowym Jorku, a całość zmiksowano w Mega Studios w São Paulo. Album dotarł do 45. miejsca listy Billboard Independent Albums w Stanach Zjednoczonych sprzedając się w nakładzie 2,3 tys. egzemplarzy w przeciągu tygodnia od dnia premiery. Płyta trafiła ponadto na listy przebojów w Niemczech oraz Francji.

## Lista utworów
Opracowano na podstawie materiału źródłowego.
| Nr  | Tytuł utworu                                    | Autorzy                                                 | Długość |
| --- | ----------------------------------------------- | ------------------------------------------------------- | ------- |
| 1.  | „Lost (intro)” (utwór instrumentalny)           | André Moraes                                            | 0:59    |
| 2.  | „Dark Wood of Error”                            | Andreas Kisser, Derrick Green, Igor Cavalera            | 2:18    |
| 3.  | „Convicted in Life”                             | Andreas Kisser, Derrick Green, Igor Cavalera            | 3:09    |
| 4.  | „City of Dis”                                   | Andreas Kisser, Derrick Green, Igor Cavalera            | 3:27    |
| 5.  | „False”                                         | Andreas Kisser, Derrick Green, Igor Cavalera            | 3:34    |
| 6.  | „Fighting On”                                   | Andreas Kisser, Derrick Green, Igor Cavalera            | 4:29    |
| 7.  | „Limbo (intro)” (utwór instrumentalny)          | André Moraes                                            | 0:44    |
| 8.  | „Ostia”                                         | Andreas Kisser, Derrick Green, Igor Cavalera            | 3:06    |
| 9.  | „Buried Words”                                  | Andreas Kisser, Derrick Green, Igor Cavalera            | 2:34    |
| 10. | „Nuclear Seven”                                 | Andreas Kisser, Derrick Green, Igor Cavalera            | 3:44    |
| 11. | „Repeating the Horror”                          | Andreas Kisser, Derrick Green, Igor Cavalera            | 3:11    |
| 12. | „Eunoé (intro)” (utwór instrumentalny)          | André Moraes                                            | 0:12    |
| 13. | „Crown and Miter”                               | Andreas Kisser, Derrick Green, Igor Cavalera, Paulo Jr. | 2:11    |
| 14. | „Primium Mobile (intro)” (utwór instrumentalny) | André Moraes                                            | 0:29    |
| 15. | „Still Flame”                                   | Andreas Kisser, André Moraes                            | 4:50    |
|     |                                                 |                                                         | 38:57   |

## Twórcy
Opracowano na podstawie materiału źródłowego.
| Zespół Sepultura w składzie - Derrick Green – śpiew - Andreas Kisser – gitara prowadząca, śpiew na "Still Flame" - Paulo Jr. – gitara basowa - Igor Cavalera – perkusja | Inni - Fabio Presgrave i Bia Rebello - wiolonczele - Luiz Garcia i Samuel Hamzen - instrumenty dęte - André Moraes - aranżacja instrumentów dętych i smyczkowych, programowanie automatu perkusyjnego, cytra, Mini Mog, MPC, pianino - Sepultura - produkcja - Andre Moraes i Stanley Soares - co-produkcja - Stanley Soares - nagrania i miksy - George Marino - mastering - Stephan Doistschnoff - oprawa graficzna albumu |

## Notowania
| Lista                        | Kraj              | Pozycja |
| ---------------------------- | ----------------- | ------- |
| SNEP                         | Francja           | 166     |
| Media Control Charts         | Niemcy            | 64      |
| Billboard Independent Albums | Stany Zjednoczone | 45      |